# Geoemídids
Els geoemídids (Geoemydidae) o batagúrids (Bataguridae) són una família de tortugues composta per unes 75 espècies.

## Gèneres
- Subfamília Batagurinae
  - Batagur
  - Callagur (a incluir a Batagur segons Le & Mccord, 2007, Praschag et al. 2007)
  - Geoclemys
  - Hardella
  - Kachuga (a incluir a Batagur segons Le & Mccord, 2007, Praschag et al. 2007)
  - Morenia
  - Pangshura (abans inclòs a Kachuga)

- Subfamília Geoemydinae
  - Chinemys (a vegades inclòs a Mauremys)
  - Cuora (inclòs a Cistoclemmys)
  - Cyclemys
  - Geoemyda
  - Leucocephalon (abans inclòs a Heosemys)
  - Malayemys
  - Heosemys
  - Hieremys (sovint inclòs a Heosemys)
  - Mauremys (inclou Annamemys, Cathaiemys i Emmenia)
  - Melanochelys
  - Notochelys
  - Ocadia (a vegades inclòs a Mauremys)
  - Orlitia
  - Pyxidea (sovint inclòs a Cuora)
  - Rhinoclemmys
  - Sacalia
  - Siebenrockiella
  - Vijayachelys (abans inclòs a Heosemys i Geoemyda)